# Сен-Ромен-де-Кольбоск (кантон)
Сен-Ромен-де-Кольбоск (фр. Saint-Romain-de-Colbosc) — кантон во Франции, находится в регионе Нормандия, департамент Приморская Сена. Входит в состав округа Гавр.

## История
До 2015 года в состав кантона входили коммуны Гомервиль, Грембувиль, Ла-Ремюэ, Ла-Серланг, Ле-Труа-Пьер, Рожервиль, Сандувиль, Сен-Венсан-Крамениль, Сен-Вигор-д'Имонвиль, Сен-Жиль-де-ла-Нёвиль, Сен-Лоран-де-Бревдан, Сен-Ромен-дю-Кольбоск, Сенвиль, Сент-Обен-Руто, Танкарвиль, Удаль, Эпрето и Этеню.
В результате реформы 2015 года состав кантона был изменен. В его состав была включена большая часть коммун упраздненного кантона Годервиль.

## Состав кантона с 22 марта 2015 года
В состав кантона входят коммуны (население по данным Национального института статистики за 2018 г.):
- Анжервиль-Байоль (188 чел.)
- Аннувиль-Вильмениль (471 чел.)
- Бек-де-Мортань (648 чел.)
- Бенарвиль (267 чел.)
- Борнамбюск (256 чел.)
- Бреоте (1 350 чел.)
- Бретвиль-дю-Гран-Ко (1 353 чел.)
- Ватто-су-Бомон (575 чел.)
- Вирвиль (355 чел.)
- Годервиль (2 863 чел.)
- Гомервиль (731 чел.)
- Гонфревиль-Кайо (361 чел.)
- Грембувиль (614 чел.)
- Гренвиль-Имовиль (436 чел.)
- Добёф-Сервиль (402 чел.)
- Ла-Ремюэ (1 281 чел.)
- Ла-Серланг (1 282 чел.)
- Ле-Труа-Пьер (765 чел.)
- Манвиль-ла-Гупиль (1 028 чел.)
- Мантвиль (294 чел.)
- Обервиль-да-Рено (460 чел.)
- Сандувиль (800 чел.)
- Сен-Венсан-Крамениль (669 чел.)
- Сен-Вигор-д'Имонвиль (1 134 чел.)
- Сен-Жиль-де-ла-Нёвиль (645 чел.)
- Сен-Лоран-де-Бревдан (1 489 чел.)
- Сен-Маклу-ла-Бриер (470 чел.)
- Сен-Ромен-де-Кольбоск (4 172 чел.)
- Сен-Совёр-д'Эмальвиль (1 226 чел.)
- Сенвиль (848 чел.)
- Сент-Обен-Руто (1 907 чел.)
- Сосёзмар-ан-Ко (432 чел.)
- Токвиль-ле-Мюр (279 чел.)
- Удаль (429 чел.)
- Укто (346 чел.)
- Экренвиль (999 чел.)
- Эпрето (754 чел.)
- Этеню (1 197 чел.)

## Политика
На президентских выборах 2022 г. жители кантона отдали в 1-м туре Марин Ле Пен 32,5 % голосов против 27,2 % у Эмманюэля Макрона и 15,8 % у Жана-Люка Меланшона; во 2-м туре в кантоне победила Ле Пен, получившая 51,1 % голосов. (2017 год. 1 тур: Марин Ле Пен – 28,7 %, Жан-Люк Меланшон – 20,6 %, Эмманюэль Макрон – 18,7 %, Франсуа Фийон – 17,5 %; 2 тур: Макрон – 53,4 %. 2012 год. 1 тур: Николя Саркози — 27,7 %, Франсуа Олланд — 23,4 %, Марин Ле Пен — 22,2 %; 2 тур: Саркози — 52,2 %. 2007 год. 1 тур: Саркози — 31,7 %, Сеголен Руаяль — 19,8 %; 2 тур: Саркози — 58,3 %).
С 2021 года кантон в Совете департамента Приморская Сена представляют член совета коммуны Ла-Серланг Давид Герен (David Guérin) (Разные центристы) и мэр коммуны Экренвиль Клер Геру (Claire Guéroult) (Союз демократов и независимых).
|                | Кандидаты                       | Партия                   | Первый тур | Первый тур     | Второй тур | Второй тур |
| Кол-во голосов | Кандидаты                       | Партия                   | % голосов  | Кол-во голосов | % голосов  |            |
| -------------- | ------------------------------- | ------------------------ | ---------- | -------------- | ---------- | ---------- |
|                | Давид Герен Клер Геру           | Разные центристы         | 3 230      | 37,66          | 5 569      | 70,58      |
|                | Лоран Жиль Вероник Пердрьель    | Национальное объединение | 1 882      | 21,94          | 2 321      | 29,42      |
|                | Надеж Курше Паскаль Мабир       | Правоцентристский блок   | 2 224      | 17,95          |            |            |
|                | Микаэль Барон Вероник Мало-Дуйе | Разные левые             | 1 199      | 13,98          |            |            |
|                | Кароль Тане Давид Флёри         | Коммунистическая партия  | 941        | 10,97          |            |            |

|                | Кандидаты                    | Партия             | Первый тур | Первый тур     | Второй тур | Второй тур |
| Кол-во голосов | Кандидаты                    | Партия             | % голосов  | Кол-во голосов | % голосов  |            |
| -------------- | ---------------------------- | ------------------ | ---------- | -------------- | ---------- | ---------- |
|                | Софи Але Дени Мервиль        | Правый блок        | 3 812      | 30,76          | 7 348      | 65,33      |
|                | Седрик Ле Моаль Валери Тибо  | Национальный фронт | 3 366      | 27,16          | 3 900      | 34,67      |
|                | Сильвен Васс Эстель Дюмениль | Разные правые      | 2 224      | 17,95          |            |            |
|                | Микаэль Барон Стефани Кербар | Левый блок         | 2 008      | 16,20          |            |            |
|                | Сильвен Гремон Давид Флёри   | Левый фронт        | 983        | 7,93           |            |            |